# Parodi Ligure
Parodi Ligure är en ort och kommun i provinsen Alessandria i regionen Piemonte i Italien. Kommunen hade 650 invånare (2018).